# Ośmiał

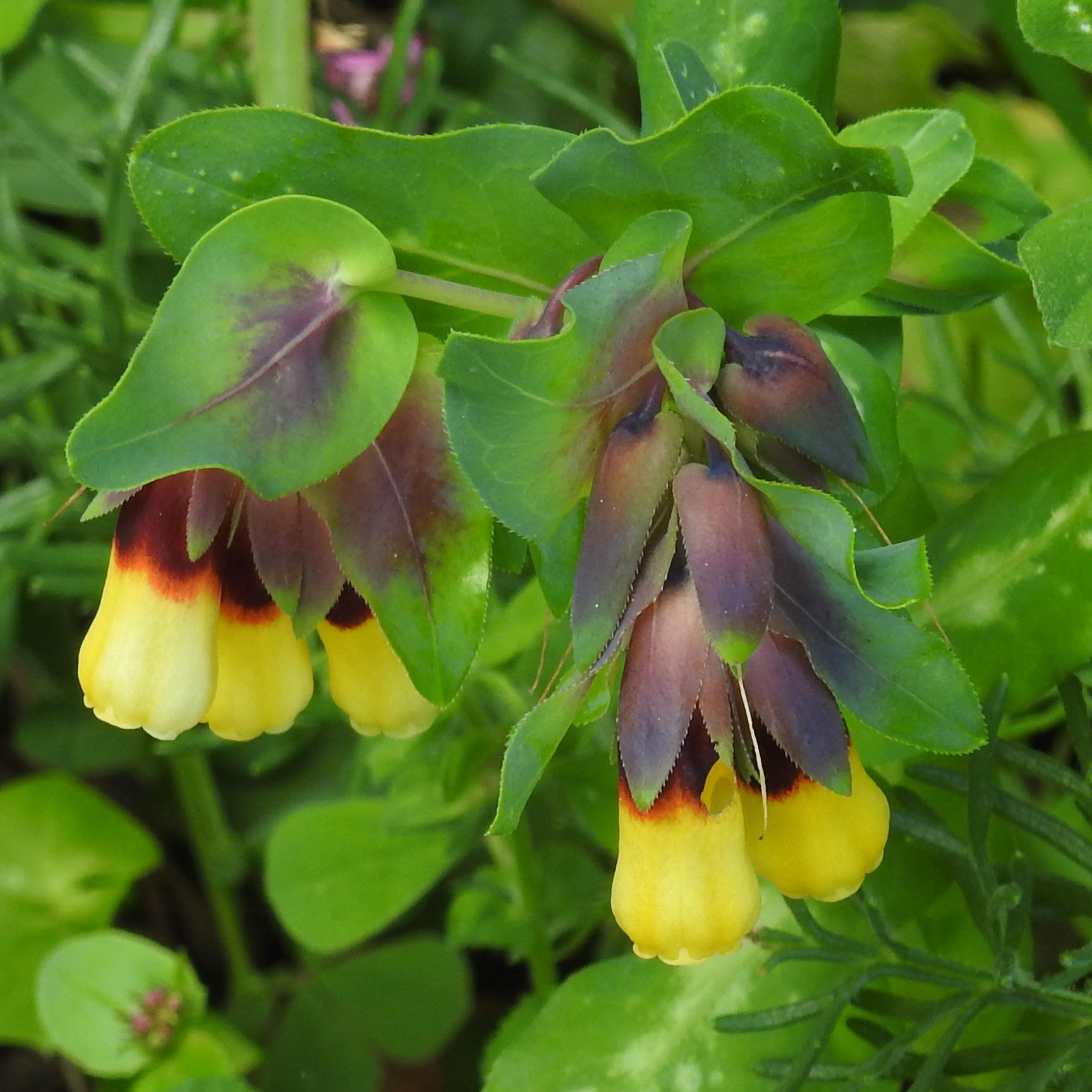
Ośmiał większy

Ośmiał (Cerinthe) – rodzaj roślin należący do rodziny ogórecznikowatych (Boraginaceae). Obejmuje około 10 gatunków. Występują one w Europie (4 gatunki) i basenie Morza Śródziemnego po Kaukaz, Iran i Kazachstan na wschodzie. W Polsce występują w naturze dwa gatunki: ośmiał mniejszy C. minor i alpejski C. glabra. Pierwszy uznany jest za gatunek rodzimy, a drugi występuje tylko jako efemerofit (przejściowo dziczejący z upraw).
Ośmiały zostały rozpowszechnione jako ozdobne, zwłaszcza ośmiał większy C. major. Wszystkie gatunki są dobrymi roślinami miododajnymi.

## Morfologia
PokrójRośliny jednoroczne i dwuletnie, rzadko byliny osiągające do 75 cm wysokości.
LiścieSkrętoległe, pojedyncze i zwykle nagie, całobrzegie i owalne do podługowatych.
Kwiaty5-krotne, wsparte podobnymi do liści przysadkami, czasem niebieszczejącymi. Działki kielicha zrośnięte tylko u nasady. Płatki korony zrośnięte w długą rurkę, zwykle dwukolorową (ciemniejszą u nasady) i zwisającą. Kwiaty mają różne odcienie koloru białego, żółtego, różowego, czerwonego, fioletowego i niebieskiego. Osklepek brak. Pręciki równej długości, krótsze od rurki korony, nitki krótkie, pylniki długie i prosto wzniesione, połączone u nasady. Zalążnia górna, czterokomorowa, z pojedynczą szyjką słupka zwykle wystającą z rurki korony.
OwoceRozłupnie rozpadające się na cztery zwykle gładkie rozłupki.

## Systematyka
Rodzaj należy do plemienia Lithospermeae w podrodzinie Boraginoideae Arnott w obrębie rodziny ogórecznikowatych Boraginaceae.
Wykaz gatunków
- Cerinthe glabra Mill. – ośmiał alpejski
- Cerinthe major L.  – ośmiał większy
- Cerinthe minor L. – ośmiał mniejszy
- Cerinthe palaestina Eig & Sam.
- Cerinthe retorta Sm.
- Cerinthe tenuiflora Bertol.

## Zastosowanie
Wiele gatunków jest uprawianych jako rośliny ozdobne. Wszystkie najlepiej rosną na stanowiskach osłoniętych w pełnym słońcu lub częściowym zacienieniu. Rozmnaża się je przez nasiona lub przez podział.